# Nemesia macrocephala
Nemesia macrocephala is een spinnensoort in de taxonomische indeling van de bruine klapdeurspinnen (Nemesiidae).
Nemesia macrocephala werd in 1871 beschreven door Ausserer.